# Karakale, Korkut
Karakale là một thị trấn thuộc huyện Korkut, tỉnh Muş, Thổ Nhĩ Kỳ. Dân số thời điểm năm 2011 là 1.847 người.